# Dipartimento di Boyacá
Il dipartimento di Boyacá è uno dei 32 dipartimenti della Colombia.
Il capoluogo del dipartimento è Tunja.

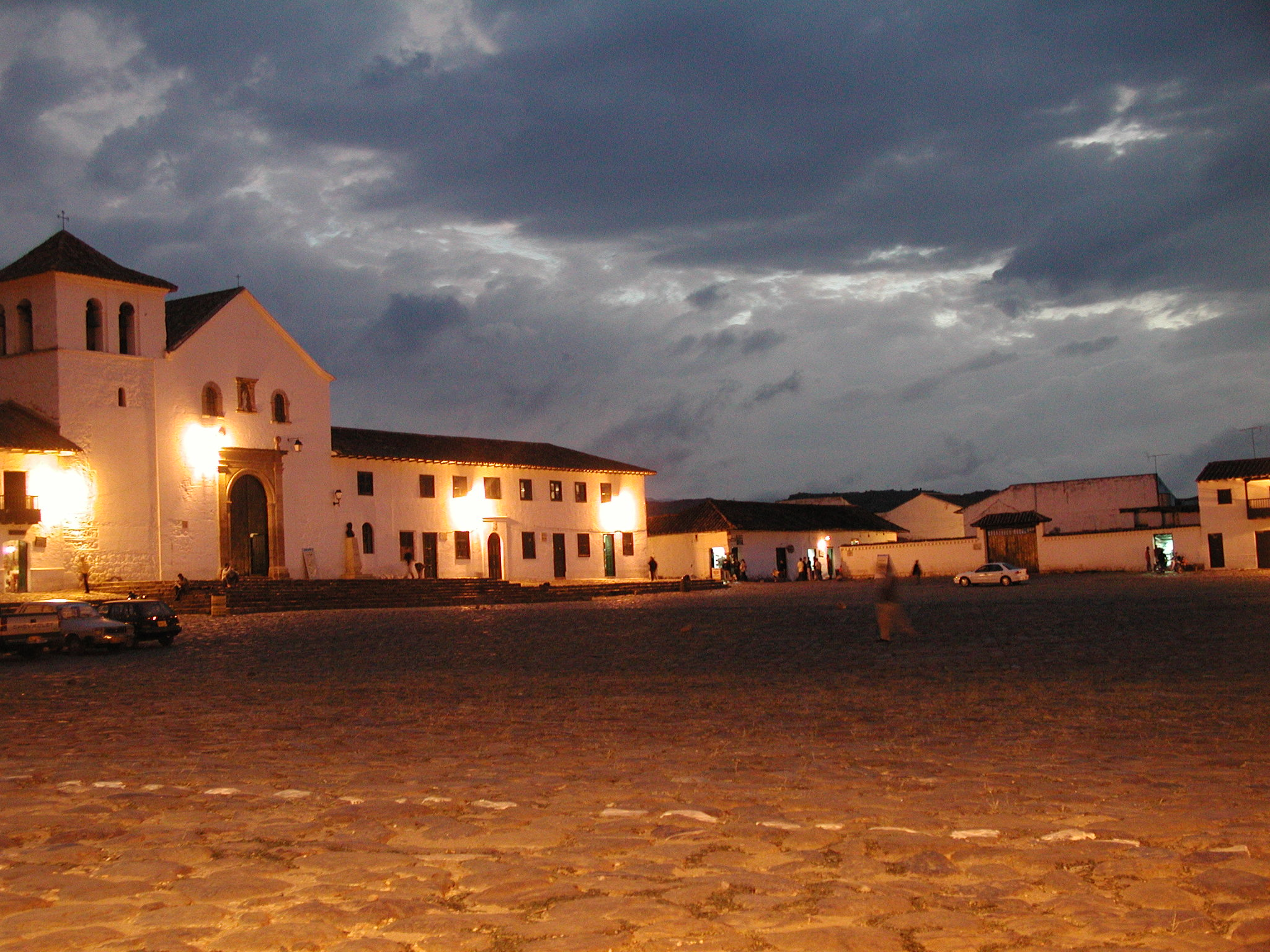
La città di Leyva

## Geografia fisica

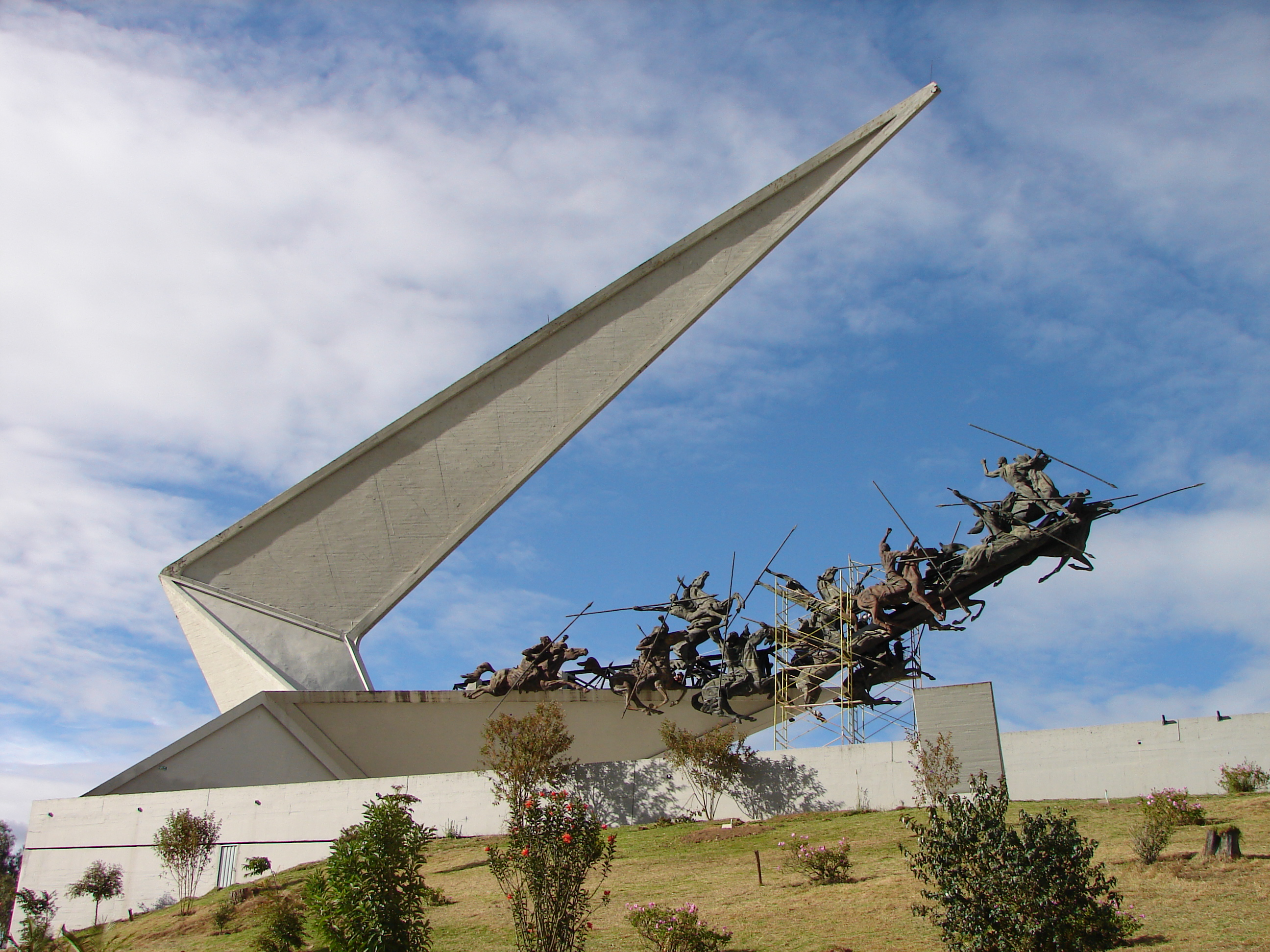
Los Lanceros

Il villaggio di Monguí

Il dipartimento di Boyacá confina a nord con i dipartimenti di Norte de Santander e Santander, ad est con i dipartimenti di Arauca e Casanare, a sud con quelli di Meta e Cundinamarca, ad ovest con quelli di Cundinamarca e Antioquia. Il dipartimento si trova nel centro del Paese, nella catena montuosa orientale delle Ande. Ha una superficie di 23.189 km², che rappresenta il 2,03% del territorio nazionale.
Posizione geografica
Il territorio di Boyacá presenta una diversità di caratteristiche geografiche che formano le regioni fisionomiche della Valle del fiume Magdalena, della Cordigliera Orientale, dell'Altiplano Cundiboyacense e delle propaggini delle pianure orientali. Di conseguenza, il dipartimento presenta tutti i tipi di zone climatiche con temperature che vanno dai 35 °C di Puerto Boyacá a temperature inferiori allo zero nella Sierra Nevada de Güican e El Cocuy, con una altezza media superiore ai 3000 m s.l.m. con vette alte fino a 5.490 m, e nel Páramo de Pisba con altitudini fino a 4.000 m.
Nel centro del dipartimento si trova una conca bagnata dal fiume Gacheneca conosciuta come deserto della Candelaria, situata a sette chilometri a nord-est di Ráquira, dove spicca il monastero agostiniano costruito nel 1604.  Nell'ovest del dipartimento si trova il Territorio di Vásquez, nella Media Valle del Magdalena, caratterizzato da altitudini inferiori ai 500 m s.l.m.  È altrì nota per essere una regione ricca di petrolio.
Il territorio è quindi prevalentemente montagnoso interessato dai rilievi della Cordillera Oriental. Tra le valli principali vi è la valle scavata dal fiume Bogotá dove è situata la capitale Tunja.

### Parchi nazionali naturali
- Parque nacional natural Pisba
- Santuario de fauna y flora Guanentá Alto Río Fonce
- Parque nacional natural Cocuy
- Santuario de fauna y flora Iguaque

## Storia
Il Boyacá è uno dei nove stati originari che fondarono gli Stati Uniti di Colombia.
Il territorio dell'attuale Boyaca era durante il periodo precolombiano il dominio dei popoli indigeni Muisca. I Muisca sotto il dominio dello zaque di Hunza vivevano principalmente di agricoltura ed estrazione di oro e smeraldi.
Il primo europeo a scoprire la zona fu lo spagnolo Gonzalo Jiménez de Quesada che conquistò i Muisca settentrionali che vivevano nella zona guidati dall'ultimo zaque Aquiminzaque e distribuì la terra in encomiendas e costrinse gli indigeni a lavorare per lui.
Nel 1539,  Gonzalo Suárez Rendón, un conquistador spagnolo, fondò la città di Tunja e altri siti dove gli indigeni avevano precedentemente i loro villaggi. Tunja divenne uno dei principali centri politici ed economici per gli spagnoli durante il vicereame della Nuova Granada.
Durante il XIX secolo, Boyacá fu campo di battaglia per numerosi scontri tra gli eserciti realisti e patrioti guidati da Simón Bolívar durante la guerra d'indipendenza delle colonie spagnole dalla Spagna.  Due delle battaglie più decisive furono la Battaglia di Boyacá e la Battaglia della Palude di Vargas (1819), vinte dalle forze patriottiche contro i realisti. Nel 1824 la Gran Colombia creò il Dipartimento di Boyacá (Gran Colombia).
Dopo la creazione della Confederazione Granadina nel 1858, il territorio dell'attuale Boyaca divenne lo Stato Sovrano di Boyacá. In seguito fu riorganizzato in territorio e amministrazione e rinominato "Dipartimento di Boyaca" dopo una serie di guerre civili come la Guerra civile colombiana (1860-1862) e la Guerra dei mille giorni che si contesero un sistema centralista o federalista e un'instabilità politica che cambiò molte costituzioni (come la Costituzione del 1886), Boyaca acquisì finalmente la sua attuale definizione di territorio.

## Geografia antropica

### Ex province
Il dipartimento era diviso in 13 province: Centro, Norte, Occidente, Oriente, Gutiérrez, La Libertad, Lengupá, Márquez, Neira, Ricaurte, Sugamuxi, Tundama e Valderrama.
Con la riforma costituzionale del 1991 le province sono state abolite e vengono mantenute a scopo puramente statistico, senza alcun'autonomia amministrativa.

### Comuni
Il dipartimento di Boyacá si compone di 123 comuni:
- Almeida
- Aquitania
- Arcabuco
- Belén
- Berbeo
- Beteitiva
- Boavita
- Boyacá
- Briceño
- Buenavista
- Busbanzá
- Caldas
- Campohermoso
- Cerinza
- Chinavita
- Chiquinquirá
- Chiquiza
- Chiscas
- Chita
- Chitaraque
- Chivatá
- Chivor
- Ciénega
- Cómbita
- Coper
- Corrales
- Covarachía
- Cubará
- Cucaita
- Cuítiva
- Duitama

- El Cocuy
- El Espino
- Firavitoba
- Floresta
- Gachantivá
- Gámeza
- Garagoa
- Guacamayas
- Guateque
- Guayatá
- Güicán
- Iza
- Jenesano
- Jericó
- Labranzagrande
- La Capilla
- La Uvita
- La Victoria
- Macanal
- Maripí
- Miraflores
- Mongua
- Monguí
- Moniquirá
- Motavita
- Muzo
- Nobsa
- Nuevo Colón
- Oicatá
- Otanche
- Pachavita

- Páez
- Paipa
- Pajarito
- Panqueba
- Pauna
- Paya
- Paz de Río
- Pesca
- Pisba
- Puerto Boyacá
- Quípama
- Ramiriquí
- Ráquira
- Rondón
- Saboyá
- Sáchica
- Samacá
- San Eduardo
- San José de Pare
- San Luis de Gaceno
- San Mateo
- San Miguel de Sema
- San Pablo de Borbur
- Santa María
- Santa Rosa de Viterbo
- Santa Sofía
- Santana
- Sativanorte
- Sativasur
- Siachoque
- Soatá

- Socha
- Socotá
- Sogamoso
- Somondoco
- Sora
- Soracá
- Sotaquirá
- Susacón
- Sutamarchán
- Sutatenza
- Tasco
- Tenza
- Tibaná
- Tibasosa
- Tinjacá
- Tipacoque
- Toca
- Togüí
- Tópaga
- Tota
- Tunja
- Tununguá
- Turmequé
- Tuta
- Tutazá
- Umbita
- Ventaquemada
- Villa de Leyva
- Viracachá
- Zetaquira